# Sid Meier’s Civilization IV
Sid Meier’s Civilization IV — компьютерная игра в жанре 4X пошаговая стратегия, выпущенная компанией Firaxis Games 25 октября 2005 года, продолжение серии игр Sid Meier's Civilization (предыдущей была Civilization III). Заметным изменением игрового процесса стало наличие трёхмерной игровой карты (в предыдущих частях игры они были двухмерными), созданной с помощью нового графического движка Gamebryo. Позднее к игре вышли два дополнения Warlords и Beyond the Sword, а также на ее основе был создан ремейк игры Сида Мейера Colonization.

## Игровой процесс
Игроку даётся возможность возглавить одну из фракций, основанных на реально существовавших исторических народах или цивилизациях, и построить свою империю. Перед началом игры предоставляется возможность выбрать тип карты (пангея, несколько континентов, островная карта и т. п.), а также её размер, от которого зависит количество соперничающих цивилизаций. Также перед началом игры доступен выбор климата и уровня моря, что влияет на ландшафт сгенерированной карты и находящиеся на ней ресурсы. Игра начинается в 4000 году до н. э., участнику предоставлен один поселенец и один воин (или разведчик, при начальной технологии — Охота). На одной карте с игроком находятся ещё несколько цивилизаций, туземные деревни и племена варваров. Каждый ход в игре равен определённому количеству лет, что зависит от выбранной игроком скорости игры. Кроме того, имеется определённый масштаб, по которому чем ближе игрок к современности, тем меньше лет в одном ходе и наоборот. При низких скоростях игры, в недалёком прошлом, современности и будущем, один год может проходить за несколько ходов.
В игре имеется несколько вариантов достижения победы:
- По очкам: игра заканчивается в 2050 году и побеждает цивилизация, набравшая большее количество очков.
- Военная: игра заканчивается, когда какая-либо цивилизация уничтожает всех соперников. Государство уничтожается тогда, когда у него не остаётся больше городов, независимо от находящихся под его контролем юнитов. Также можно ввести настройку «Биться до последнего», то есть цивилизация уничтожается только при уничтожении всех её городов и юнитов.
- Территориальная: игра заканчивается, когда цивилизация имеет под контролем значительную долю всего населения и всей территории суши. При различных настройках игры это может быть 50% и меньше.
- Культурная: игра заканчивается, когда нация имеет 3 города с Максимальным уровнем культуры (50 000 очков культуры на город при «нормальной» скорости игры).
- Космическая ("научная"): игра заканчивается, когда одна из цивилизаций посылает корабль на Альфу Центавра и он успешно достигает цели. В отличие от предыдущей игры серии, нужно, чтобы космический корабль именно достиг Альфы Центавра, а не просто был запущен: шанс долететь тем выше, чем больше компонентов корабля построено; корабль может быть запущен раньше и с неполным возможным комплектом всех модулей, но шанс достижения цели полёта ниже.
- Дипломатическая: игра завершается, когда при выборах в ООН государство выигрывает выборы мирового лидера и добивается принятия всеми странами дипломатических соглашений. В дополнении Beyond the Sword также появилась возможность дипломатической победы задолго до появления ООН — с помощью Апостольского дворца.

После победы эффективные достижения игрока добавляют его счёт в Зал славы. Также, после победы, есть возможность продолжить игру. В таком случае последующий счёт не будет заноситься в Зал славы и не будет возможности добиться победы иного типа.

### Города (Cities)
Города — объекты на карте, которые основывают игроки с помощью поселенцев. Как и в предыдущих частях Civilization, города в четвертой части являются местом строительства зданий, чудес и создания юнитов. Каждый город имеет свое население, причем чем выше население, тем больше клеток вокруг города может быть обработано для последующего роста населения за счет очков пищи, создания новых зданий и юнитов за счет очков производства и накопления капитала или развития науки за счет очков денег. Как и в Civilization III каждый город имеет свою зону культурного влияния, обозначающая территорию, которую контролирует игрок и на которой он может обрабатывать клетки, т. е. строить на них улучшения, увеличивающие пищевую, производственную или денежную отдачу с клеток. По мере роста населения в городе также растет недовольство и, новая механика, нездоровье, которые препятствуют развитию города. Для решения этих проблем игрок может строить соответствующие здания или получить доступ к соответствующим ресурсам.

### Ресурсы (Resources)
По карте игрового мира рассредоточены различные ресурсы. Ресурсы подразделяются на бонусные (Food), дающие за свое наличие очки здоровья, роскоши (Luxury), дающие очки счастья, и стратегические (Strategic), позволяющие создавать юниты и становящиеся видимыми для игрока на карте мира после изучения определенных технологий (для меди, например — Бронзовое литье). Впрочем, деление ресурсов на три группы условное, т. к. при строительстве определенного здания ресурс роскоши может давать очки здоровья или бонусный ресурс — очки счастья. Есть также особый ресурс роскоши — Слоновая кость (Ivory) — позволяющий создавать юнит Боевой слон. В отличие от предыдущей части игры ресурсы, расположенные за пределами культурного влияния государства, не могут быть включены в торговую сеть.

### Технологии (Technologies)
Развитие государства напрямую зависит от изучения технологий. В отличие от Civilization III дерево технологий вновь непрерывно, т. е. переход из одной эпохи в другую возможно совершить без изучения всех технологий предыдущей. Со всеми дополнениями в Civilization IV присутствуют 86 технологий. Технологии открывают возможность строить новые постройки, чудеса и улучшения местности, создавать новые юниты, принимать новые парадигмы, заключать новые дипломатические сделки и т. д. Кроме того, цивилизация может получить определенный бонус, если изучит технологию первой — религию, великого человека или, при открытии Либерализма, возможность бесплатно заполучить еще одну технологию. Ускорение научно-технического прогресса происходит при увеличении вложений, которые держава вкладывает в науку (в начале игры этот показатель равен по умолчанию 100%).

### Содержание городов
В сравнении с предыдущими частями Sid Meier's Civilization в четвертой части важную роль играет содержание городов. Каждый новый построенный город требует деньги на свое содержание, причем этот показатель зависит от расстояния до столицы и числа уже имеющихся городов. Чрезмерная экспансия империи и рост числа городов может привести к серьезным финансовым потерям.

### Дипломатия
Со времен Civilization III дипломатия не претерпела значительных изменений. Так же, как и ранее, цивилизации могут заключать разного рода сделки, если хотя бы одна из сторон открыла соответствующую технологию — открывать границы (после изучения Письменности), обмениваться технологиями (Алфавит), золотом (Деньги), картами (Бумага), городами или ресурсами (при наличии общей торговой сети), заключать оборонительные союзы (Воинские традиции), выдвигать ультиматумы, объявлять войны и перемирия или предлагать их заключить с другими игроками, а с дополнением Warlords также делать другие цивилизации своими вассалами или самому стать чьим-то вассалом.

### Битвы
По сравнению с предыдущими частями, бои претерпели значительные изменения.
Теперь у каждой боевой единицы есть параметр опыт. Участвуя в битвах, юнит набирает очки опыта и с повышением уровня может потратить его на изучение одного апгрейда. Также опыт дают некоторые строения (такие как казармы, сухой док и т. п.) и парадигмы. С дополнением Warlords, очки опыта при производстве может давать также выдающаяся личность — генерал, поселённый в городе. Не имеет значения, защищался отряд или нападал, в любом случае при победе ему присуждаются очки опыта. Но стоит помнить, что воздушные отряды опыт не накапливают (это было реализовано только в дополнении Beyond the Sword), также он не даётся за бомбардировки или в случае, когда вражеский юнит отступил. Не каждый отряд имеет все продвижения по службе, некоторые можно получить только при выполнения определённого условия, другие же могут использовать только определённые боевые единицы.

### Цивилизации и лидеры

Аудиенция

В игре на выбор предоставляется 18 цивилизаций — Америка, Арабский халифат, Ацтекская империя, Великобритания, Германия, Греция, Египет, Индия, Инкская империя, Испания, Китай, Мали, Монголия, Персия, Римская империя, Россия, Франция, Япония. С дополнениями Warlords и Beyond the Sword число наций увеличилось до 33. Каждая цивилизация имеет свой набор двух стартовых технологий, уникальный юнит и лидера (а с дополнения Warlords еще и уникальное здание). Лидеров у державы может быть от одного до трех (так, у России представлены Петр I, Екатерина II, а в дополнении Warlords был добавлен Сталин) и у каждого лидера имеется своя уникальная пара свойств из 11 доступных.

### Парадигмы (Civics)
В Civilization IV система управления страной регулируется по пяти направлениям общественной жизни — формы правления (Government), общество (Legal), строй (Labor), экономика (Economy) и религия (Religion). В каждом из направлении игрок может выбирать по одну из пяти представленных курсов и таким образом создавать свои собственные системы управления государством, например, одновременно выбрать в качестве парадигм всеобщее избирательное право, вассальную зависимость, рабовладение, государственную собственность и пацифизм. Изначально в каждом из направлений игроку доступны только первые начальные парадигмы, которые не дают бонусов, но практически не требуют содержания; к следующим парадигмам цивилизация получает доступ по мере изучения технологий (например, свободу слова при открытии Либерализма). Парадигмы дают определенные бонусы по развитию страны, например, Бюрократия увеличивает производство в столице на 50%. Однако, каждая парадигма требует, как и города, содержания — так содержание Бюрократии высокое. Некоторые парадигмы делают доступными новые механики, например, Рабовладение позволяет ускорять производство в городе за счет сокращения его населения.
| Форма правления              | Общество               | Строй            | Экономика                     | Религия                |
| ---------------------------- | ---------------------- | ---------------- | ----------------------------- | ---------------------- |
| Деспотизм                    | Варварство             | Общинный строй   | Децентрализация               | Язычество              |
| Наследное правление          | Вассальная зависимость | Рабовладение     | Меркантилизм                  | Организованная религия |
| Представительское правление  | Бюрократия             | Крепостное право | Свободный рынок               | Теократия              |
| Полицейское государство      | Национальная идея      | Кастовая система | Государственная собственность | Пацифизм               |
| Всеобщее избирательное право | Свобода слова          | Равноправие      | Охрана природы                | Свобода совести        |

### Религия (Religion)
В игре впервые появилась механика религий, заметно отличавшаяся от механик в последующих частях. Всего присутствует семь основных религийː буддизм, индуизм, ислам, христианство, иудаизм, конфуцианство, даосизм, однако все они оказывают одинаковое влияние на цивилизацию, отличаясь лишь технологиями, которые надо изучить первым, чтобы основать данную религию. При распространении религии в одном из городов цивилизации её можно объявить государственной. Города, где распространена государственная религия, получают дополнительные очки счастья, а также бонусы, которые оговорены в принятой парадигме религиозного направления (например, при Пацифизме в городах с государственной религиях увеличивается вдвое рождаемость великих людей). Кроме того, каждая присутствующая в городе религия позволяет строить принадлежащие ее конфессии храмы, монастыри и соборы, способствующие развитию города.
Для распространения религии могут быть созданы специальные юниты — миссионеры. Великий пророк может создать в городе, в котором основана религия, священное для этой религии здание.

### Великие люди (Great People)
Впервые добавленные как "великие лидеры" в Civilization III, великие люди были оформлены как окончательная механика в четвертой части. Великие люди рождаются в городе при накоплении нужного числа очков, которые могут генерироваться как разными постройками, так и специалистами, работающими в городах. Из разновидностей великих людей присутствуют великие инженеры, таланты (Artists), пророки и торговцы. В дополнении Warlords появился особый тип великих людей — генералы, очки которых зарабатываются после каждой выигранной битвы. В дополнении Beyond the Sword были добавлены механика шпионажа и великие шпионы.

### Чудеса (Wonders)
Чудеса света (Great Wonders) — особые постройки, требующие больших производственных затрат, уникальные для всего мира (т. е. только один игрок единожды может построить чудо), но при этом дают уникальные свойства для всей империи, например, при строительстве Пирамид игрок сразу разблокирует все парадигмы в направлении "Форма правления". Чтобы получить возможность построить чудо, надо исследовать необходимую технологию, а для некоторых — также выполнить дополнительные условия, например, для Колосса, Статуи Свободы и Эйфелевой башни необходимо наличие кузницы в городе. Всего в игре 26 Чудес света (со всеми дополнениями — 34). Некоторые чудеса устаревают с открытием последующих технологий и их уникальное свойство перестает работать. Также существуют 12 (с дополнением Beyond the Sword — 14) "национальных чудес" (National Wonders), которые могут быть построены каждым игроком, но также один раз.

## Выпуск
Выпуск состоялся 25 октября 2005 года в США и Канаде, после 4 ноября в странах Европы.
К середине марта 2006 года суммарный тираж серии насчитывал более 1 млн копий, а к марту 2008 года — 3 млн копий.

### Дополнения
Civilization IV: Warlords — первое дополнение к игре вышло 24 июня 2006 года. Из главных изменений: появление системы вассалитета, уникальных зданий для каждой цивилизации, нового типа великих людей — генералов, трех новых лидерских свойств и шести новых цивилизаций — Зулуленд, Карфаген, Кельтская империя, Корея, Османская империя, Скандинавия (Vikings)
Civilization IV: Beyond the Sword — второе дополнение к игре вышло 27 июня 2007 года. Из главных изменений: появление корпораций, шпионажа, случайных событий (включая природные катаклизмы), нового типа великих людей — великих шпионов и десяти новых цивилизаций — Вавилония, Византия, империя Майя, Кхмерская империя, Нидерланды, Португалия, Священная Римская империя, Союз индейских племен (Native Americans), Шумерское царство, Эфиопия

## Музыка
Вступительная композиция для титульного экрана «Baba Yetu», написанная композитором Кристофером Тином (англ. Christopher Tin), была удостоена премии «Грэмми». Эта композиция стала первой в истории песней, написанной для компьютерной игры, которая была награждена этой премией.

## Оценки и мнения
| Сводный рейтинг | Сводный рейтинг |
| Агрегатор       | Оценка          |
| --------------- | --------------- |
| GameRankings    | 93,36 %         |

В 2007 году сайт IGN поставил Civilization IV на третье место в ряду 25 лучших PC-игр всех времён.